# Crisis diplomática entre Siria y Turquía
El conflicto entre Turquía y Siria hace referencia a la actual confrontación tanto bélica como diplomática comenzada en 2011 entre el Estado de Turquía y el Gobierno de Siria a raíz de la posición que adquirió el Gobierno de Turquía en el marco de la Guerra Civil Siria. El enfrentamiento se agravó los primeros quince días del mes de octubre de 2012 tras supuestas provocaciones hechas por Siria, al ser poblaciones fronterizas turcas objeto de ataques del ejército de Siria las cuales han dejado docenas de personas afectadas.
A lo largo de la guerra,  el presidente de Siria Bashar Al Assad ha acusado a Turquía, Estados Unidos, Catar, Arabia Saudita y otros países de apoyar a grupos terroristas (refiriéndose a los rebeldes sirios) mediante el suministro de armas y dinero, así como de haberse entrometido en asuntos internos de Siria. Por su parte, el gobierno de Turquía, presidido por el primer ministro Recep Tayyip Erdoğan ha acusado al gobierno de Siria de violar los derechos humanos del pueblo sirio al atacar a civiles indefensos, ha pedido a la comunidad internacional la adopción rápida de medidas que frenen la muerte de ciudadanos sirios y ha solicitado a Bashar Al Assad su renuncia como presidente de Siria.
La Guerra Civil Siria ha generado la migración a países vecinos de aproximadamente 300.000 sirios, la tercera parte de los cuales se ha refugiado en Turquía.
En los últimos tiempos, el conflicto ha conllevado un bloqueo económico entre ambas naciones, ataques a poblaciones y confrontaciones que prefiguran la amenaza de una posible guerra entre Siria y Turquía.
En abril de 2025, Turquía retomó formalmente su embajada en Damasco, la primera tras su cierre en 2012, y acogió al nuevo ministro de exteriores sirio, Asaad al-Shibani. Las partes expresaron su intención de avanzar hacia una normalización de relaciones y cooperación estratégica en defensa y comercio

## Eventos más polémicos
En varias ocasiones el gobierno sirio ha acusado a su par de Turquía de colaborar a grupos terroristas y de entremeterse en asuntos internos que no son de su soberanía.
 A la vez que Turquía ha acusado al gobierno de Siria de violar los derechos humanos de los sirios, y a sus aliados (Irán, China y Rusia) de apoyarle en la provisión de armamento, de igual forma ha exhortado a la OTAN y a la ONU a implicarse más en el conflicto.
Los hechos más relevantes han sido los ataques por parte del ejército Siria a un autobús de peregrinos turcos, un campamento de refugiados sirios en Turquía, a una población turca fronteriza con Siria y el derribo de un avión turco. De algunos incidentes el gobierno sirio presentó excusas a Turquía, en tanto que de otros ha señalado que ese país provoca a sus fueras.

### Ataque a un autobús de peregrinos turcos

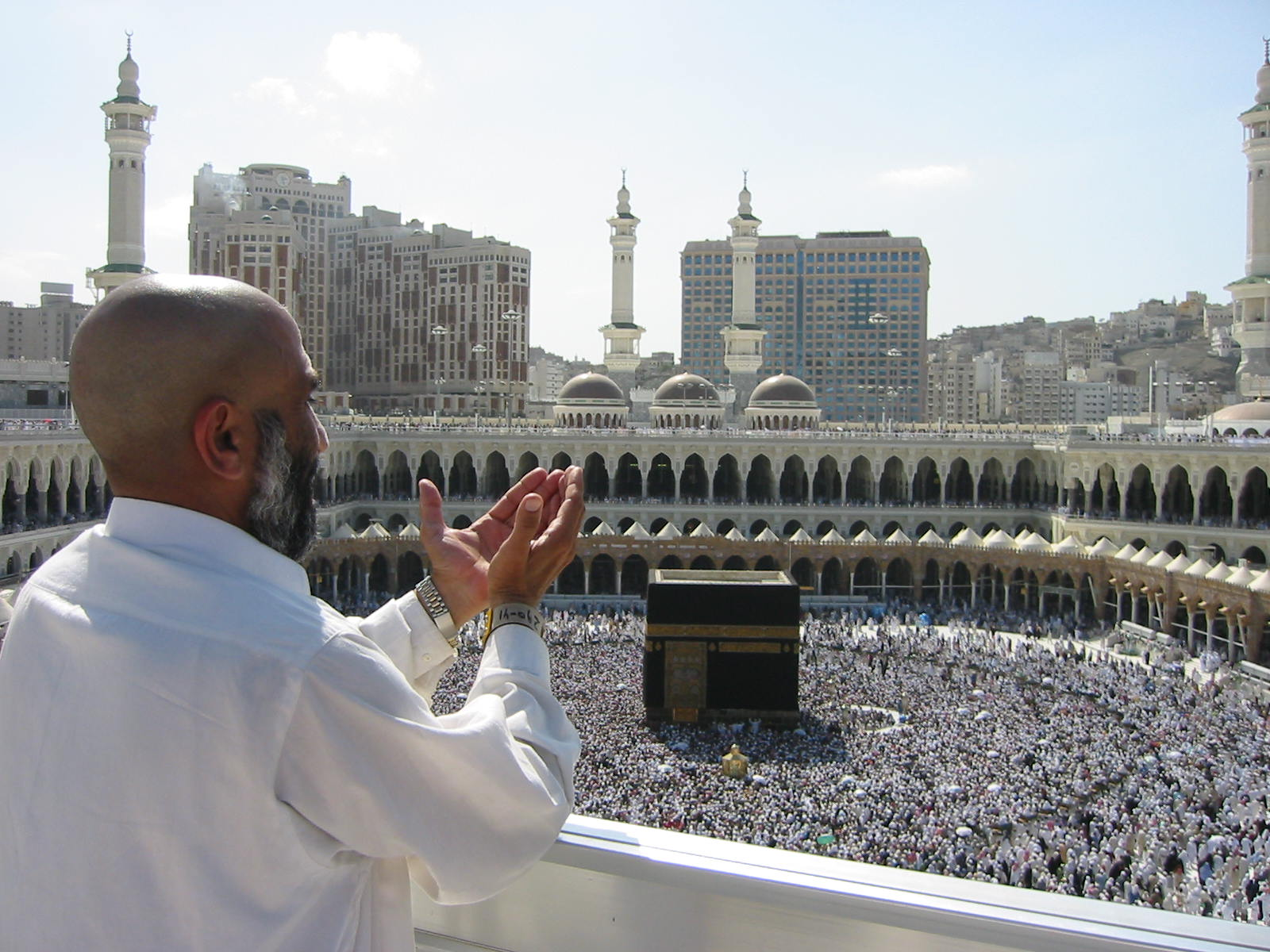
Peregrinación en La Meca, actividad realizada por los peregrinos antes de ser atacados por el ejército sirio.

El 21 de noviembre de 2011 un autobús con peregrinos musulmanes turcos fue objeto de ataques perpetrados por las Fuerzas Armadas de Siria. El hecho arrojó como saldo dos personas afectadas, las cuales fueron trasladas al hospital estatal de Antioquía, y aumento de la tensión entre Turquía y Siria.
El autobús correspondía a un convoy conformado por tres pares suyos más. Los cuales regresaban de una viaje hecho con motivo de la peregrinación a La Meca (Arabia Saudita), que se hace anualmente.
Según algunas fuentes noticiosas, los militares que participaron en el ataque portaban distintivos propios de Siria.
De acuerdo con otras fuentes, fueron dos las ocasiones que aprovechó el ejército de Siria para atacar al autobús.

Uno de los sobrevivientes afirmó:“Dios nos ha salvado. Hemos regresado de una muerte segura”, en una entrevista a la cadena NTV.

### Ataque a campamento de refugiados

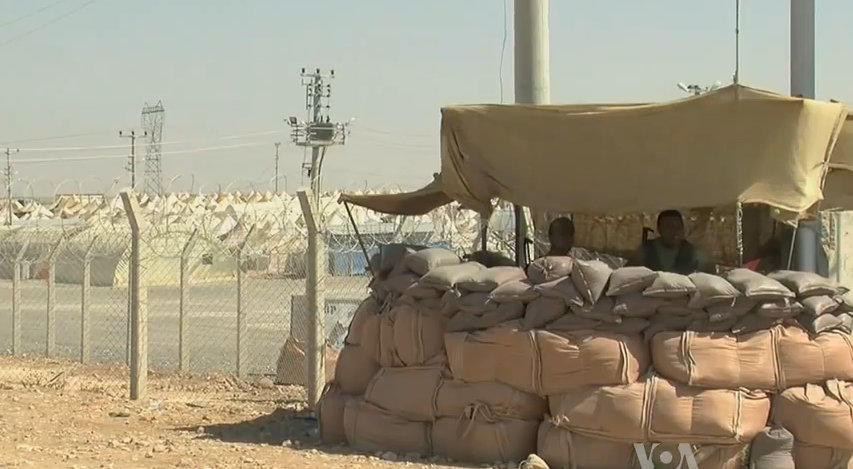
Campamento de refugiados sirios en Turquía

El 9 de junio de 2012 miembros del ejército de Siria abrieron fuego contra un campo de refugiados ubicado en la frontera con Turquía (aledaño a la población de Kilis), cuando estos se dirigían a ayudar a ciudadanos sirios que en ese momento huían de su país. El hecho dejó varios afectados.
Algunos medios informaron de tres muertes y decenas de heridos, entre esos un intérprete turco.
La cancillería turca protestó a Siria por el hecho y exigió a este cese inmediato del fuego. Además 'le recordó' que su frontera es de la OTAN y por último advirtió al gobierno de Bashar Al Assad que recurriría al artículo cinco de la Organización del Tratado del Atlántico Norte.

### Derribo de avión

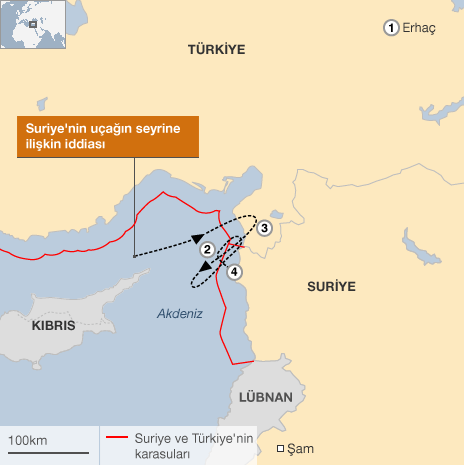
Recorrido hecho por los tripulantes del avión derribado.

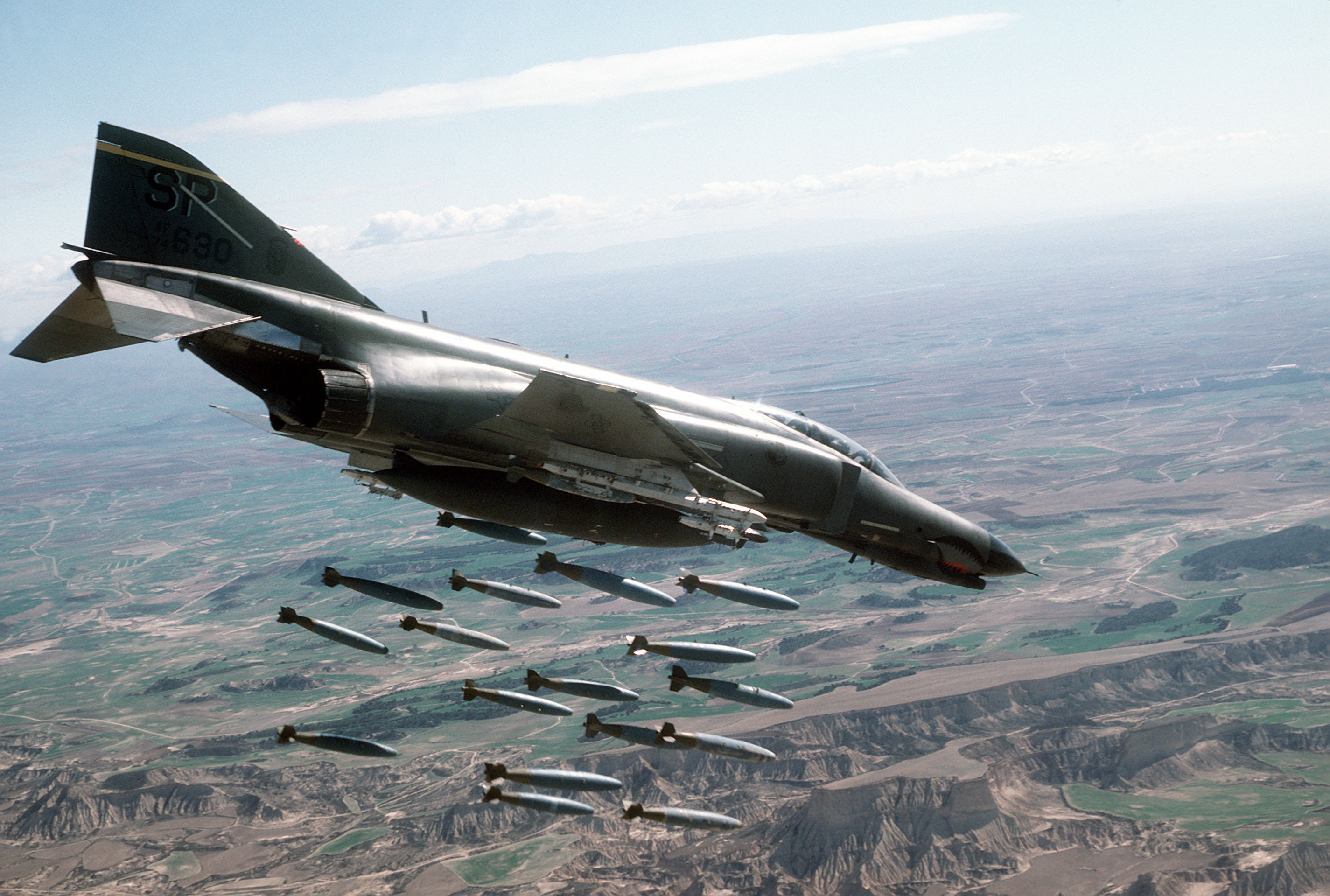
F-4 Phantom II, modelo de avión derribado.

El 22 de junio de 2012, efectivos de la fuerza antiaérea Siria derribaron un aparato volador no identificado que -según autoridades sirias- sobrevolaba sus aguas a baja altura pero a gran velocidad (a un kilómetro de la costa siria) en la ciudad de Latakia. A lo cual, el gobierno turco envió una nota a su par de Siria en la cual le notificaba del derribo de uno de sus cazas con dos tripulantes, cuando estos se encontraban en aguas internacionales. De acuerdo con Siria, su armada procedió con lo previsto en su legislación (en lo que respecta a violación de su espacio aéreo) y que junto a las fuerzas armadas turcas procederán al respectivo rastreo del aparato y de los tripulantes. Según el presidente turco, el avión derribado no constituyó amenaza alguna a la soberanía siria, pues sobrevoló en aguas internacionales, los sobrevuelos eran rutinarios y señaló que el incidente no puede ser pasado por alto.
Pocos días después, el 1 de julio, seis aviones F-16 turcos realizaron despegues de emergencia en respuesta a tres incidentes de aproximación de helicópteros sirios a la frontera entre ambos países.

### Ataques en la frontera

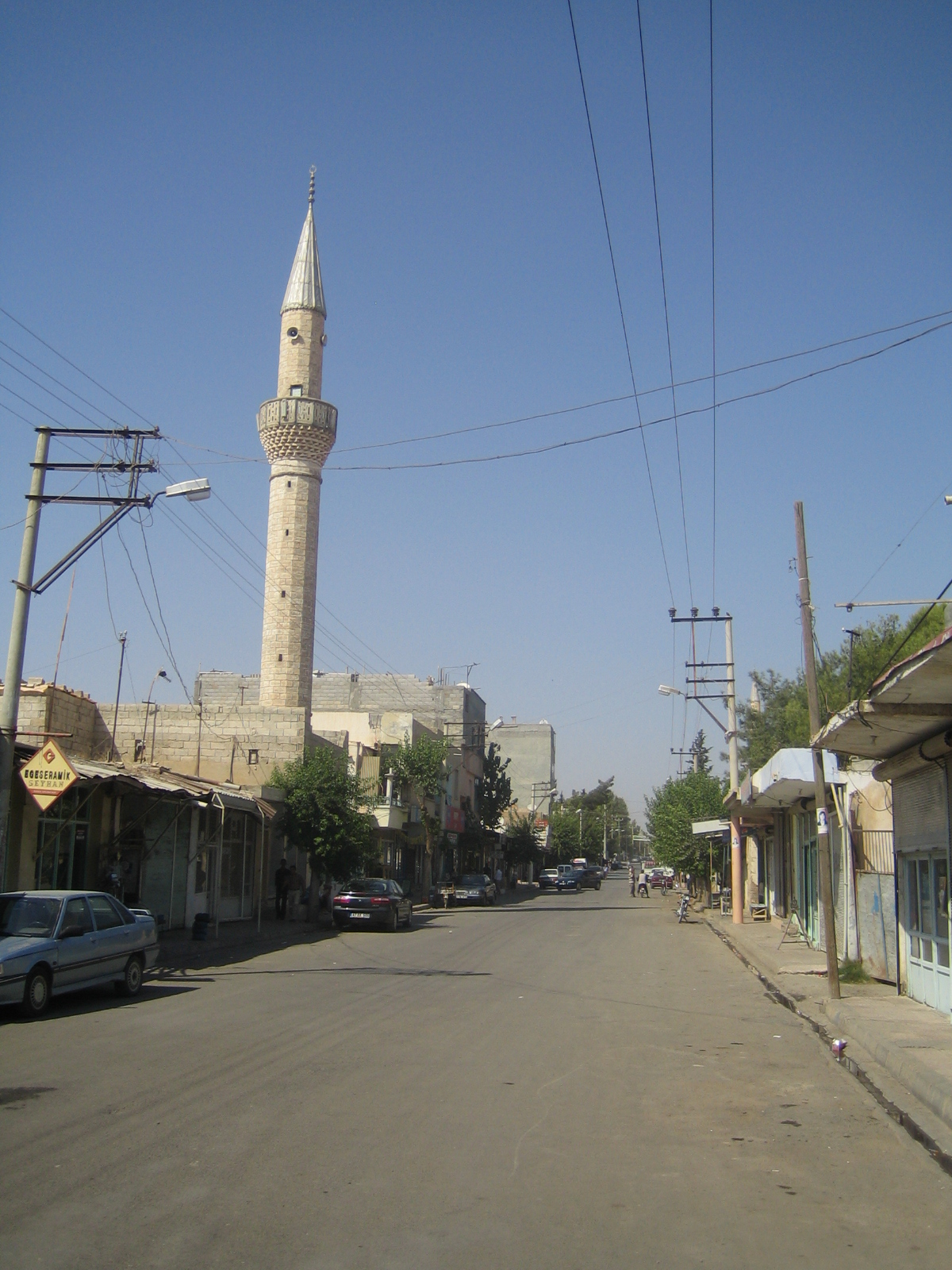
Akçakale, la población atacada por el ejército sirio.

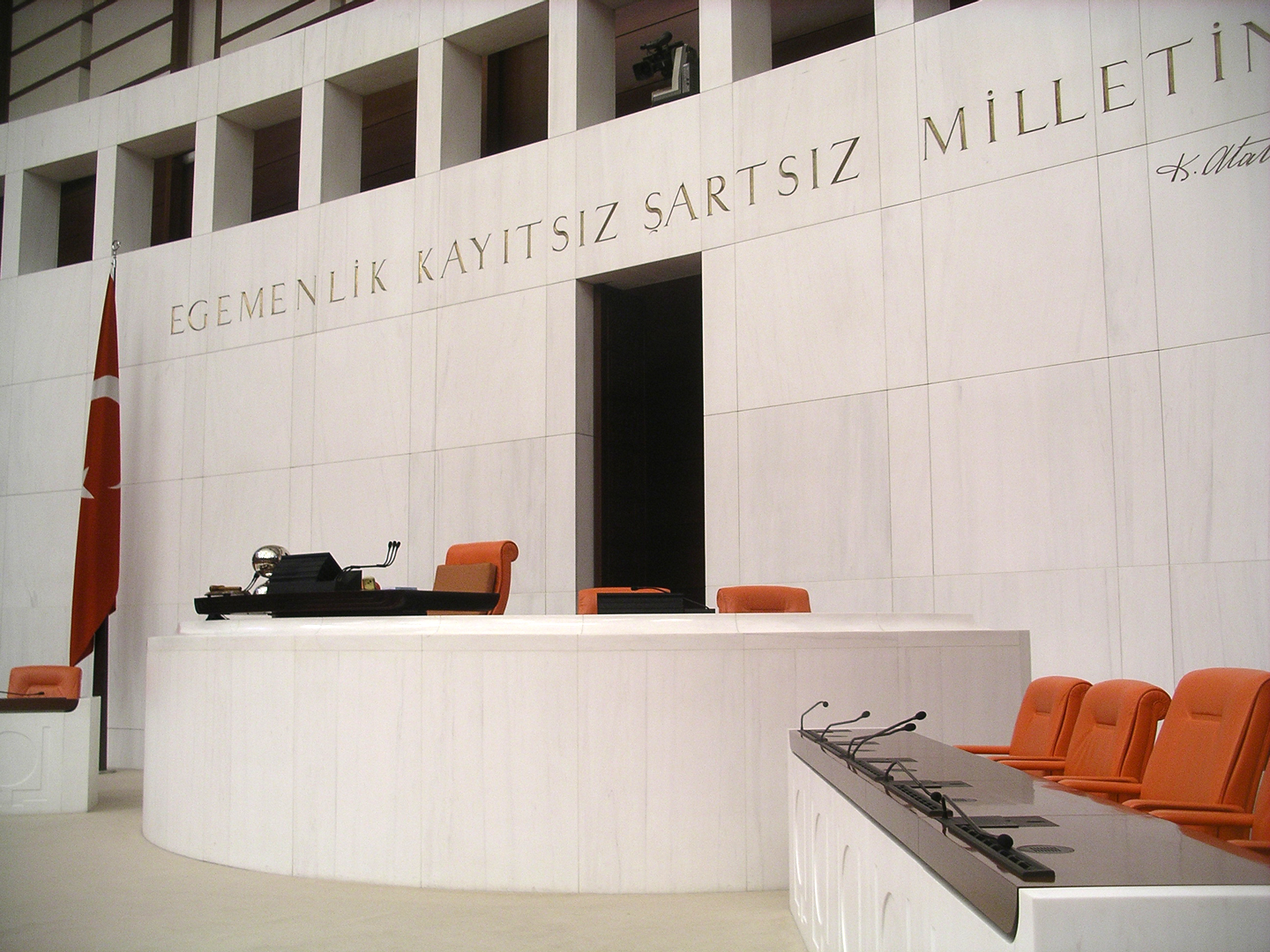
Parlamento de Turquía, instancia que dio aval al gobierno de ese país para que le declare la guerra a Siria.

El 3 de octubre de 2012 unidades del ejército sirio atacaron la población fronteriza de Akçakale (provincia de Sanliurfa) cobrándose la vida de cinco civiles turcos y trece más heridos.  Ese mismo día las fuerzas militares turcas, mediante una previa detección por radar de la procedencia del ataque, procedieron -en represalia- a bombardear puestos de unidades del ejército sirio matando a un número indeterminado de personas. Al día siguiente continuó la ofensiva turca y el primer ministro turco respaldó los contrataques de sus tropas. El gobierno de Bashar Al Assad admitió los ataques de sus tropas argumentando un error táctico-militar de sus tropas y agregó que el hecho no se volverá a repetir.

Por su parte, el Parlamento de Turquía dio aval al primer ministro de ese país Recep Tayyip Erdoğan para que proceda con la declaratoria de guerra a Siria. El portavoz del Ejército Libre Sirio (ELS), Malek Kurdi, respaldó los ataques y pidió que fueran coordinados con sus mandos. La jefa de la diplomacia de la Unión Europea (UE), Catherine Ashton, condenó a Damasco por los disparos de obuses procedentes de Siria que causaron la muerte de cinco civiles turcos e instó a las dos partes a la cautela.

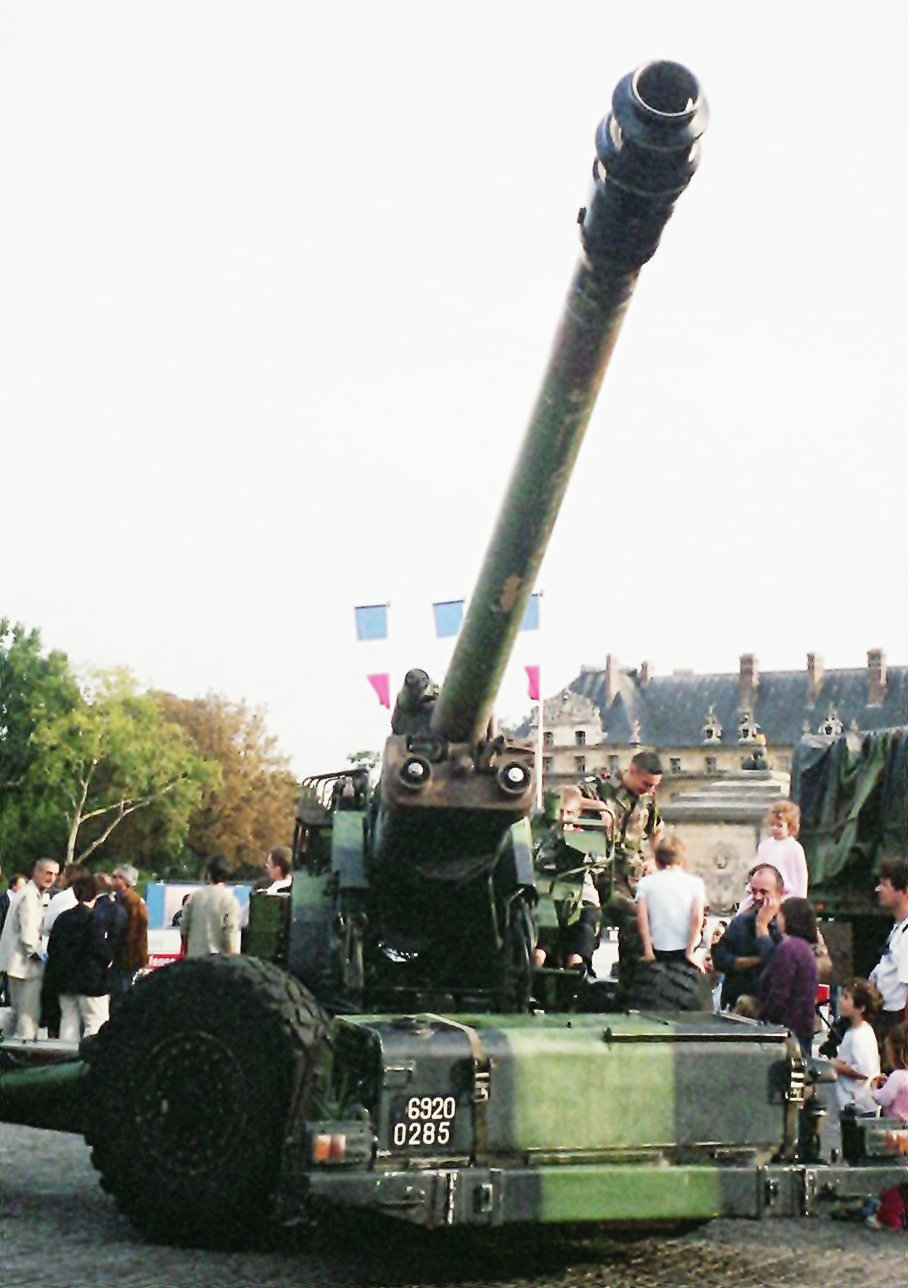
Obús, el arma que ha utilizado el ejército sirio en sus ataques a Turquía.

El viernes 5 de octubre, el ejército de Turquía reanudó sus ataques, argumentando un previo provocamiento del ejército de Siria, al lanzar -éste- más proyectiles en su territorio. Dichos proyectiles afectaron la localidad turca de Altinizu, sin cobrar víctimas humanas.
El sábado 6 de octubre, el ejército sirio volvió a atacar Turquía, esta vez empleando un obús que cayera en Guveççi (provincia de Hatay). A lo cual, tropas sirias responsables de la zona respondieron de manera inmediata.

De acuerdo con representantes del gobierno sirio, el obús correspondía a fuego empleado por las fuerzas armadas de ese país en combates con los rebeldes. No obstante, el Observatorio sirio de Derechos Humanos (ONG de activistas en contra del gobierno sirio) desmintió la versión oficial y añadió que fueron dos los artefactos lanzados por Siria a Turquía.
Al día siguiente, otro obús cayó en territorio turco, impactando nuevamente en Akçakale. Este ataque solo dejó daños materiales. En respuesta, Turquía respondió bombardeando Tel Abyad y otra localidad fronteriza.

El 8 de octubre, las fuerzas armadas turcas prosiguieron con sus ataques, esta vez afectando la localidad siria de Hatay; el hecho no generó víctimas humanas ni daños materiales. Ese mismo día, las autoridades turcas desplegaron más unidades suyas en la frontera, situación que los rebeldes sirios aprovecharon para retomar el control de Badama.

### Aterrizaje de avión sirio en territorio turco

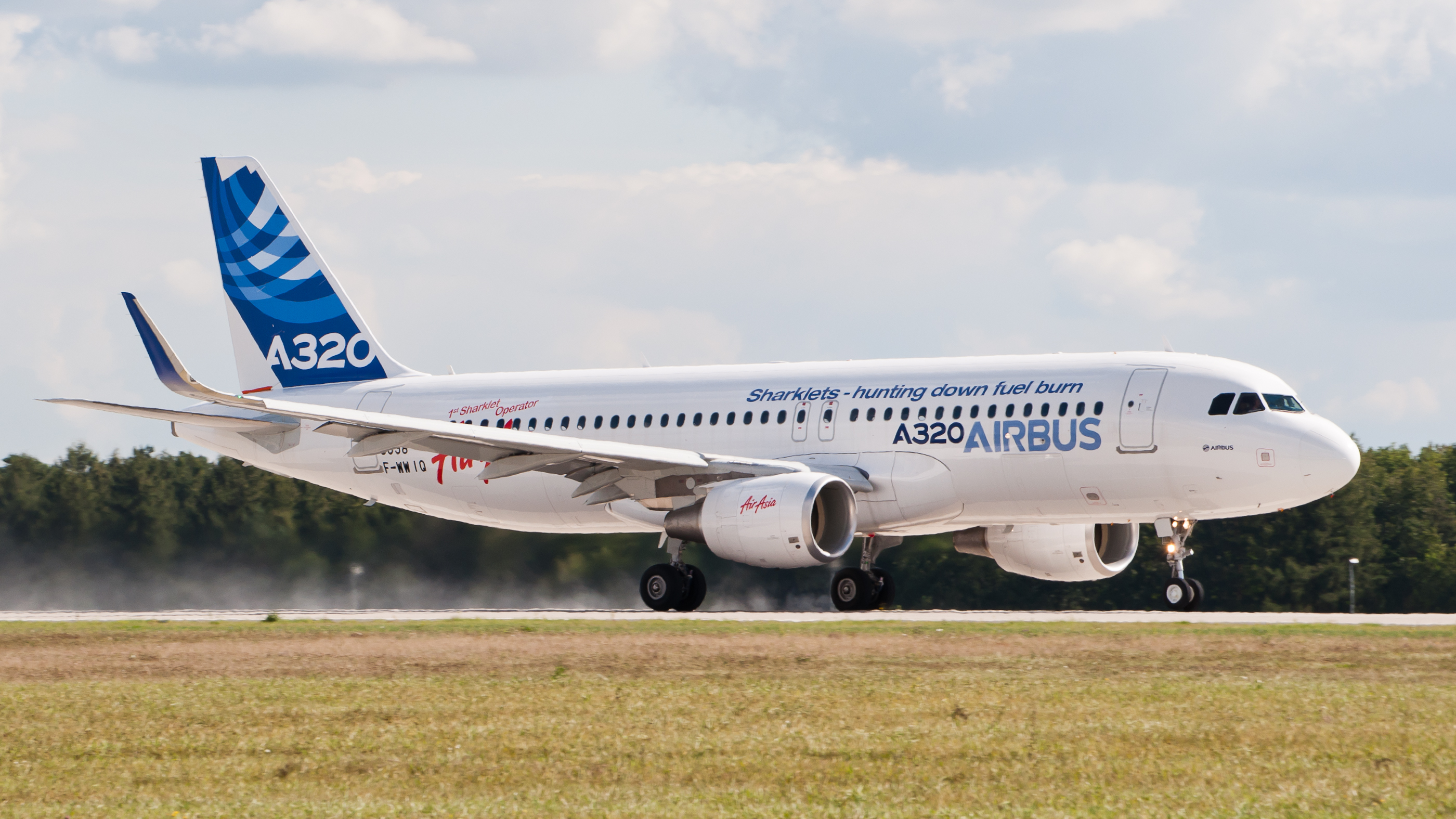
Airbus A320, ejemplar de la aeronave que se dijiría a Siria, pero que fue obligada a aterrizar por las Fuerzas Armadas de Turquía en territorio de su jurisdicción.

El 10 de octubre de 2012 Turquía obligó a aterrizar en Ankara a un avión Airbus A320 de la compañía Syrian Airlines que volaba desde Moscú hacia Damasco con 35 pasajeros. El hecho tuvo lugar poco después de que las autoridades turcas prohibieran a todos sus aviones civiles la entrada en el espacio aéreo sirio. Las autoridades turcas alegaron sospechas de que el avión llevara un cargamento de armas destinado a Siria. Rusia exigió explicaciones a Ankara y protestó por los hechos; Siria consideró la operación turca como un acto de piratería. Tras nueve horas de retención, Turquía permitió la salida del avión.
El gobierno sirio consideró el hecho como un acto hostil del gobierno de Erdogan, al que acusa de apoyar a los rebeldes sirios, negó que el aparato transportaba armas ni mercancías prohibidas, denunció que algunos miembros de la tripulación fueron maltratados y exigió la devolución de la carga decomisada.
Poco después ambos países cierran sus espacios aéreos.

### Combates cerca de la frontera
El jueves 12 de octubre de 2012 efectivos del ejército sirio atacaron Azmarin (una población de su jurisdicción), generando caos alrededor. Momentos en que decenas de personas cruzaban un río aledaño para huir de Siria y así protegerse en Turquía. 
De acuerdo con testigos del hecho, las Fuerzas Armadas de Siria a la vez que atacaban, exhortaban a los rebeldes de la zona a dejar las armas. Por su parte, el ejército de Turquía reforzó militarmente su frontera sur.
Durante el bombardeo de Azmarin por un helicóptero sirio, dos F-16 turcos sobrevolaron la frontera. Coincidiendo con ello, Turquía envió 60 tanques más la frontera, que se sumaron a los 190 ya desplegados. A esto se añade el envío de 15 cazas turcos a la ciudad de Diyarbakir, a unos 100 kilómetros de la frontera.

### Nuevo ataque turco contra Siria
En respuesta al misil sirio lanzado en la frontera con Turquía, el 17 de octubre Turquía lanzó otro misil en el poblado sirio de Hatay. El ataque no produjo víctimas y los daños materiales fueron limitados, pero agravó el conflicto entre ambas naciones

### Nuevo ataque Sirio
Un proyectil de mortero sirio ha impactado en territorio turco. Ocurría este lunes 12 de noviembre de 2012 , en el pueblo fronterizo de Celylanpinar. Poco después, como ya comienza a ser habitual, numerosos ciudadanos sirios heridos eran evacuados a hospitales turcos.

### Solicitud de despliegue de Misiles Patriot
Turquía solicitó que se instalaran misiles Patriot a lo largo de su frontera debido al aumento de la tensión entre ambos países, la constante pentración de misiles sirios en territorio turco y la situación de guerra civil existente en el país árabe. El ministro de Exteriores Turcco señaló, Ahmet Davutoglu.
"La frontera turco-siria es también una frontera de la OTAN. Si hay violaciones de fronteras y otros riesgos y si la misión de la OTAN es la seguridad de estas, está bajo el paraguas de seguridad común", declaró Davutoglu

### Ceylanpinar y Respuesta Turca
Un bombardeo aéreo del régimen sirio contra posiciones de los rebeldes en la localidad de Ras al Ain, fronteriza con Turquía, el 3 de diciembre de 2012 ha vuelto a provocar hoy el pánico en Ceylanpinar, el municipio turco limítrofe, al impactar metralla de granadas en el pueblo.
Según la agencia de noticias turca "Anadolu", cazas sirios bombardearon sobre las 08.20 GMT las posiciones de los rebeldes que en noviembre se habían hecho con el control de Ras al Ain tras duros combates. En repuesta Turquía despliega aviones por bombardeo sirio en pueblo fronterizo preocupada por la crisis y la situación de choque que tiene con el régimen sirio.

### Atentado con Bomba en la Frontera Turca-Siria
14 personas murieron el día 11 de febrero de 2013, en atentado en la frontera de ambos países.
El día 11/05/2013, el doble atentado con coche bomba de los sirios rebeldes se produjo a las 13.45, hora local (10.45 GMT), cerca del ayuntamiento y la oficina de correos de Reyhanli, una ciudad de unos 60.000 habitantes situada en el sur de la provincia mediterránea turca de Hatay. Las explosiones, que dejaron cerca de 200 víctimas fatales en realidad.
El Secretario General de la ONU, Ban Ki-moon ha condenado firmemente este atentado.

### Derribo de un Helicóptero Sirio por parte de un caza bombardeo turco
El 16 de septiembre de 2013, Turquía, con un avión de su Fuerza Aérea derribo un helicóptero sirio cuando este penetro en su espacio aéreo.

### Segundo atentando con carro bomba en un pueblo fronterizo sirio
El 17 de septiembre de 2013, un coche bomba explotó en el paso fronterizo de Bab al Hawa entre Turquía y siria causando 7 muertes y 20 heridos.

### Disparos contra posiciones sirias en el Monte Al Aqra
El 28 de noviembre de 2015 el Ejército sirio denunció un ataque de Turquía contra una de sus posiciones en el norte de la provincia de Latakia (noroeste de Siria). Según Siria, Turquía persistió en su agresión y disparó la noche anterior al anuncio sirio proyectiles de mortero contra el monte Al Aqra en dirección a sus posiciones. Por otro lado, el Ejército sirio acusó nuevamente al Gobierno de Ankara de ayudar a organizaciones terroristas en su territorio proporcionándoles armas y municiones, a cambio de petróleo y antigüedades "robadas de Siria e Iraq" a bajo precio. Aseguró que las armas y municiones entran a Siria en lo que Turquía llama "convoyes humanitarios" y que también sirven para evacuar a "terroristas" heridos para recibir tratamiento médico en centros sanitarios turcos.

### Cruces de Declaraciones entre Turquía y Siria
En una entrevista emitida por la cadena turca “Halk TV”, Bachar al Asad, amenaza con un golpe en un futuro próximo a los supuestos grupos terroristas que entran desde Turquía, y advierte a su vecino del norte:
“Turquía pagará un alto precio. No es posible usar el terrorismo como una carta y luego simplemente guardarla. Porque es como un escorpión que no dudará en picarte a la primera oportunidad”.
El líder sirio también ha arremetido contra su antiguo aliado, el islamista moderado Recep Tayyip Erdoğan mientras en Ankara, el Parlamento turco extendía por un año la autorización al Gobierno para enviar tropas a Siria si fuese necesario. Ha sido una tensa votación, en la que la oposición ha criticado el intervencionismo del Ejecutivo.
A lo que el Gobierno, a través de Muhammed Bilal Macit, ha contestado:
“Debido a la cruel y violenta política del régimen sirio, Turquía debe hacer frente a una gran oleada de inmigración que creará una presión adicional en el país

### Construcción de Muro
En Turquía, la decisión del Ejecutivo de construir un muro en una parte de la frontera ha provocado disturbios entre un grupo de manifestantes y las fuerzas del orden. La policía utilizó gases lacrimógenos y cañones de agua para dispersar a los manifestantes.
Unas 50.000 personas se congregaron en el pueblo de Nusaybin, para protestar por la construcción de una valla. Una medida que hizo que la alcaldesa de esta localidad empezara una huelga de hambre que ha durado 9 días.
Los vecinos de esta localidad denuncian que el objetivo de Ankara es separar a las poblaciones kurdas que viven a un lado y otro de la frontera.
El Gobierno turco se defiende y dice que el muro será utilizado para luchar contra el contrabando e impedir que la violencia llegue a esta zona del país.

## Interceptan armas
La policía de Turquía ha interceptado en el sur del país eurasiático un camión con misiles, lanzaderas y granadas de mano, entre otras armas, supuestamente destinadas a la vecina Siria, inmersa en una guerra civil.

## 2015: el conflicto continua
El 16 de mayo  de 2015 dos cazas turcos F-16 despegaron del aeropuerto de la ciudad de Adana para atacar lo que resultó ser un avión militar sirio según detalla el diario 'Hürriyet'. Pero tanto Turquía como Siria admitieron que se trataba de un dron sirio.